# Neoclytus patagonicus
Neoclytus patagonicus är en skalbaggsart som först beskrevs av Bruch 1911.  Neoclytus patagonicus ingår i släktet Neoclytus och familjen långhorningar. Inga underarter finns listade i Catalogue of Life.